# Kloster Cavatigozzi
Das Kloster Cavatigozzi (Santa Maria Maddalena della Cava oder alla Cava) war eine Zisterzienserabtei in der Lombardei, Italien. Es lag sechs Kilometer westlich von Cremona in der gleichnamigen Provinz, bei der Ortschaft Cava Tigozzi (Cavatigozzi).

## Geschichte
Die 1231 als Tochterkloster von Kloster Cerreto gegründete Abtei nahm wohl die Stelle einer früheren Niederlassung von Regularkanonikern oder Benediktinern ein. Sie gehörte als Tochter von Cerreto der Filiation der Primarabtei Clairvaux an. Der erste Abt war ein gewisser Bellotto. In dem Kloster soll sich eine bedeutende Grangie befunden haben. 1497 trat das wohl niemals reichlich ausgestattete Kloster der italienischen Zisterzienserkongregation bei. Es wurde wohl 1799 (nach anderen Angaben 1782) aufgehoben.

## Anlage und Bauten
Es wird vermutet, dass die Zisterzienser keine neuen Gebäude errichtet haben. Vom Kloster haben sich keine Überreste erhalten. Ob die bestehende barocke Anlage mit ihm in Verbindung steht, ist unklar.